# Sporotrychoza
Sporotrychoza – choroba wywołana przez grzyba Sporothrix schenckii. Najczęściej zajmuje skórę, choć może również zajmować stawy, kości, płuca i mózg. Sporotrychoza jest chorobą przewlekłą. Postępuje wolno, pierwsze objawy mogą wystąpić od 1 do 12 tygodni po zarażeniu. Chorobą tą można zarazić się przez ukłucie kolcem róży.

## Leczenie
Chorobę leczy się amfoterycyną B, itrakonazolem oraz chirurgicznie. Łagodniejsze formy sporotrychozy leczy się jodkiem potasu (mechanizm prowadzący do wyleczenia w tym przypadku nie jest znany).

## Rozpoznanie

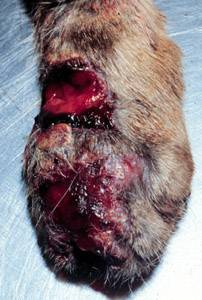
Owrzodzenia u kota ze sporotrychozą

Lekarz może rozpoznać sporotrychozę, gdy uzyska wymaz lub biopsję ze świeżo otwartego guzka skóry. Aby potwierdzić diagnozę należy wykonać posiew grzyba.

## Klasyfikacja ICD10
| kod ICD10     | nazwa choroby                    |
| ------------- | -------------------------------- |
| ICD-10: B42   | Sporotrychoza                    |
| ICD-10: B42.0 | Sporotrychoza płucna (J99.8*)    |
| ICD-10: B42.1 | Sporotrychoza limfatyczno-skórna |
| ICD-10: B42.7 | Sporotrychoza rozsiana           |
| ICD-10: B42.8 | Inne postacie sporotrychozy      |
| ICD-10: B42.9 | Sporotrychoza, nie określona     |